# 保羅·布萊爾
保羅·L·D·布萊爾（英語：Paul L. D. Blair，1944年2月1日—2013年12月26日），為美國職棒大聯盟的外野手。生涯前期皆效力於金鶯隊，成為1960年代金鶯王朝的中外野手。生涯後期曾轉戰效力過紅人與洋基等隊，並幫助洋基拿下2連霸。
布萊爾曾8度拿下金手套獎，其中1969年至1975年間更是拿下金手套7連霸。他也被認為是一名飛球追蹤能力很出色的選手。1984年，他入選金鶯隊名人堂。

## 職業生涯
1965年，布萊爾進入球隊先發輪值。該年他的打擊率為2成34，並敲出5轟與25分打點。1966年，他的打擊率為2成77。這年金鶯隊在法蘭克·羅賓森的帶領下於世界大賽四連勝橫掃道奇奪冠。布萊爾在第三場敲出致勝全壘打，並在第四場沒收吉姆·拉斐爾的追平全壘打。
1967年，布萊爾的打擊率為生涯新高的2成93，並敲出11轟與64分打點。另外他也擊出聯盟最多的12支三壘安打，並收穫生涯首座金手套獎。1968年，布萊爾陷入低潮，打擊率僅2成11。不過他在1969年打出精彩的一季，打擊率為2成85，並敲出生涯新高的26轟與76分打點。這年他也成為金鶯隊史首位達成單季20轟20盜的球員。而他也入選生涯首次明星賽。金鶯隊在這年拿下美東冠軍，1969年美國聯盟冠軍賽第三場，布萊爾敲出5支安打，幫助金鶯橫掃雙城。不過他在世界大賽僅敲出2支安打，打擊率僅1成。最後金鶯1勝4敗輸給大都會。
1970年5月31日，布萊爾被觸身球擊中臉部，造成他鼻子、顴骨斷裂以及眼眶受傷，他也休息了3個禮拜才康復。該年他的打擊率為2成67，這年金鶯隊再次闖進季後賽。雖然布萊爾在美聯冠軍賽僅敲出1支安打，不過他在世界大賽的打擊率高達4成74，上壘率5成24。金鶯隊也以4勝1敗拿下世界大賽冠軍。

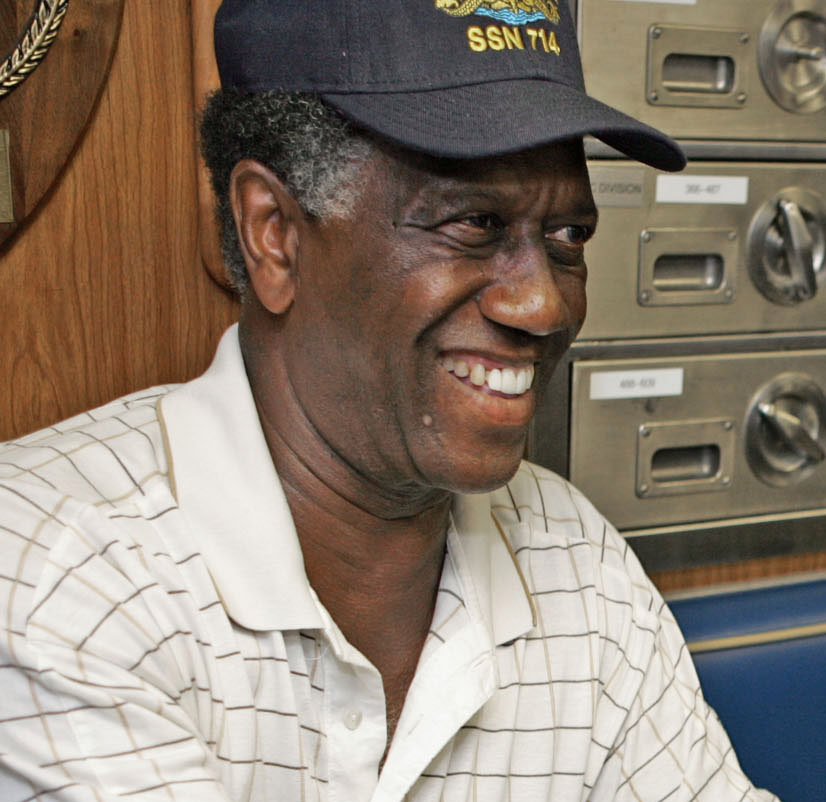
2007年的布萊爾

1971年，布萊爾嘗試改成左右開弓，結果他的打擊率跌破2成，迫使他放棄這個打擊方式。該年他的打擊率為2成62，金鶯隊又一次打進世界大賽，不過最後鏖戰7場比賽不敵海盜。這年布萊爾也寫下一項紀錄，他成為史上第一位在世界大賽夜間比賽上場的球員。
1969年至1975年間，布萊爾都拿下了金手套獎。寫下了金鶯隊史連續拿下金手套獎的次高紀錄。
1977年1月20日，洋基隊用Elliott Maddox和Rick Bladt向金鶯隊交易布萊爾。這年洋基隊戰力再度升級，連續兩年闖進世界大賽。而布萊爾在第一場比賽於延長賽敲出再見安打贏球，洋基最終也順利拿下睽違已久的世界大賽冠軍。
1978年，在洋基隊拿下冠軍2連霸後，布萊爾在1979年初被球隊釋出。不過紅人隊隨即網羅了他，打了一個球季後，布萊爾再度回到洋基隊。1980年，布萊爾第二度被洋基隊釋出後，他正式宣布退休。
布萊爾生涯打擊率為2成50，並敲出134轟與1513支安打。另有171次盜壘成功。而他也是一名出色的短打者，他曾在1975年敲出17支觸擊安打。

## 晚年與逝世
退休後，布萊爾與妻子住在馬里蘭州的伍斯托克。日後他也常出席一些名人高球賽或保齡球賽的場合。他的兒子保羅·布萊爾三世曾在巨人隊和小熊隊小聯盟打了8個球季。
2013年12月26日，布萊爾在進行保齡球比賽途中因心臟病發倒下。他也隨即送往醫院急救，不過最終不治身亡，享年69歲。

## 外部連結
- 球員資訊和成績在MLB ，ESPN，Retrosheet ，Baseball Reference ，Baseball Reference (Minors) ，Fangraphs（英文）